# Wong Kai-ying
Wong Kay-ying, (förenklad kinesiska: 黄麒英; traditionell kinesiska: 黃麒英; pinyin: Huáng Qíyīng) född 1815, död 1886, var en kinesisk kampkonstmästare som kanske är mest känd som far till Wong Fei-hung. Han förekommer som bifigur i flera kungfufilmer, bland annat Once upon a time in China med Jet Li och Iron Monkey.
Wong Kay-ying föddes i Xiqiao som ingår i Nanhai i Guangdong-provinsen, som son till Wong Tai. När han var ung livnärde han sig som akrobat på gatorna. En dag när han uppträdde utanför bostaden till en av generalerna i Guangdong, upptäcktes han av Luk Ah-choi som imponerades så av hans talang att han lät göra honom till sin elev. Wong tränade hårt i tio år under Luk, som han beundrade mycket. Han blev skicklig på sin mästares tekniker. 
Wong var väldigt vek som barn och han beundrade Luk Ah-chois kampkonstkunskaper. Så Wong bestämde sig för att viga sitt liv till Kung Fu, och i tio år så gjorde han just det. När han hade tömt sig på all hans resurser, då gick Wong till Hung Hei Gung för att få ännu mer insikt i Hung Gar.
Vid ett senare tillfälle så blev Wong Kay-ying tillfrågad om han ville bli en instruktör för armén i Guangdong, han tackade ja till erbjudandet. Med tiden byggde Wong upp ett rykte om sig själv och öppnade en egen Kung Fu-skola.
Wongs skola växte väldigt snabbt. Elever från när och fjärran kom för att studera under honom. Det var en skola i närheten som började förlora elever på grund av Wongs skola. Den rivaliserande läraren utmanade Wong Kay-ying till en fight i ett försök att driva bort honom. Men genom att Wong var en pelare i staden hade inte hans rival något legitimt själ att utmana honom. Så han skapade en öppen tävling av det och en inbjudan skickades till Wong. Wong Kay-yings motståndare var välkänd för sina stavtekniker och han ville visa vem som var den verkliga mästaren på stav. Wong accepterade inbjudan. Wongs utmanare var även känd för sin stora styrka och hans stora kunskap i att kunna den så kallade ”Vänsterhänta fiskepålen”.
Wong Kay-ying sökte upp den nu sjuke och gamle mästaren Luk Ah-choi för råd hur han skulle kunna besegra sin motståndare. Wong berättade för Luk om sitt dilemma. Luk tog ett par ätpinnar, och genom att använda dem förklarade han för Wong den djupa meningen med Ng Loong Bat Dai Gwun (femte sonen och åtta diagram-staven). Wong höll i en stav och följde hans mästares alla rörelser. Wong var väldigt bra med lång stav så det tog inte lång tid för honom att bemästra teknikerna. Wong Kay-ying, med två av sina elever gick för att möta rivalen. 
Ryktet hade spridit sig om tävlingen och en stor folkmassa hade samlat sig för att titta på tävlingen. Folkmassan gjorde rum för de två som skulle testa sina kunskaper mot varandra. I en stund stod de båda bara där och tittade på varandra. Till slut blev Wongs motståndare väldigt otålig och skrek ”Hur kan vi göra upp om du inte attackerar mig”. Wong Kay-ying svarade ”Var det inte du som utmanade mig, så det är upp till sig att attackera först”. Så hans motståndare attackerade, Wong blockerade och slog tillbaka med sin överlägsna teknik och träffade motståndares bröstkorg. Det var redan över, motståndaren föll till marken. Wong Kay-ying hade hållit tillbaka sin dödliga teknik men det tog hans motståndare en lång stund att återhämta sig och medge nederlag.